# 코리오
코리오는 이탈리아 피에몬테주 토리노 광역시에 있는 코무네로, 토리노 북서쪽으로 약 30 킬로미터 (19 mi) 떨어져 있다.
코리오는 다음 코무네와 접한다: 로카나, 스파로네, 프라티글리오네, 포르노카나베세, 코아솔로토리네세, 로카카나베세, 발랑제로, 마티, 놀레, 그로소.